# جمعية مرشدات كمبوديا
جمعية مرشدات كمبوديا هي المنظمة الإرشادية الوطنية في كمبوديا. تأسست في عام 1996 وأصبحت عضوا منتسبا في الرابطة العالمية للمرشدات وفتيات الكشافة في عام 2002 وعضو كامل العضوية في عام 2011 ولقد بلغ عدد أعضاء المنظمة في عام 2012 حوالي 4,551 عضوا.